# Fiumefreddo di Sicilia
Fiumefreddo di Sicilia ist eine Gemeinde im Nordosten der Metropolitanstadt Catania auf Sizilien mit 9034 Einwohnern (Stand 31. Dezember 2023).

## Lage und Daten
Fiumefreddo di Sicilia liegt 38 km nördlich von Catania.
Die Nachbargemeinden sind: Calatabiano, Mascali und Piedimonte Etneo.

## Geschichte
Das Ortszentrum wurde etwa um das Jahr 1400 gegründet, im Jahr 1600 ging der Ort in den Besitz der Adelsfamilie Cruyllas über.

## Sehenswürdigkeiten
Der Ort ist streng geometrisch aufgebaut. Sehenswert sind:
- Pfarrkirche im Zentrum der Stadt
- Palazzo Diana aus dem 18. Jahrhundert
- Palazzo Palmierie aus dem 18. Jahrhundert
- Castello degli Schiavi (Sklavenschloss, 15. Jahrhundert), bekannt als Drehort aus „Der Pate“

## Persönlichkeiten
- Ignazio Cannavò (1921–2015), römisch-katholischer Erzbischof